# Stella Goldschlag
 (mai 2013).
Pour les articles homonymes, voir Kübler.
Stella Goldschlag, aussi connue sous son nom d'épouse de Stella Kübler, née en 1922 à Berlin et morte en 1994 à Fribourg (Allemagne), est une Juive allemande qui a collaboré de 1943 à 1945 avec la police nazie dans la traque des juifs vivant clandestinement à Berlin, comme elle-même l'avait fait de 1942 à son arrestation en 1943.
Surnommée Greifer (« grappin ») par les juifs de Berlin, elle est responsable de l'arrestation de 600  à   3 000 d'entre eux. Après la guerre, elle est condamnée à dix ans d'emprisonnement, subissant deux procès, un en zone soviétique en 1946, le deuxième à Berlin-Ouest en 1957.

## Biographie

### Origines familiales
Stella Goldschlag est née et élevée à Berlin, fille unique d'une famille juive assimilée de la classe moyenne,.

### Dans l'Allemagne nazie d'avant la guerre (1933-1939)
Après la prise de pouvoir par Hitler en 1933 et la création du Troisième Reich, elle subit, la politique antisémite du régime nazi. Comme les autres enfants juifs, elle est interdite d'école publique et poursuit sa scolarité à l'école Goldschmidt (en), mise en place par la communauté juive locale. À l'école, elle est réputée pour sa beauté et sa vivacité,.
La famille connaît des difficultés dès que la loi allemande sur la restauration de la fonction publique du 7 avril 1933 bannit les Juifs des positions d'influence. Son père, Gerhard Goldschlag (de), perd son travail aux Actualités cinématographiques de la compagnie Gaumont.
En 1938, Stella suit une formation comme dessinatrice de mode dans une école des beaux-arts installée Nürnbergerstraße.
Après le pogrom de la Nuit de Cristal (novembre 1938), la famille cherche à quitter l'Allemagne mais ne réussit pas à obtenir de visas pour d'autres pays.

### Premières années de guerre (1939-1943)
Vers le début de la guerre, chanteuse dans un orchestre de jazz juif, elle épouse le musicien Manfred Kübler.
Ils travaillent tous deux sous le statut de travailleurs forcés juifs dans une usine d'armement de Berlin et portent l'étoile jaune. Elle fabrique aussi des faux papiers et se livre occasionnellement à la prostitution.
Trois ans plus tard, elle entre dans la clandestinité en cessant de travailler officiellement (et de porter l'étoile jaune). Son apparence « aryenne » (blonde aux yeux bleus) lui permet d'échapper aux rafles de 1942, à l'époque des grandes déportations de Juifs berlinois vers les camps d'extermination ; non repérée comme potentiellement juive, on exige pas qu'elle présente ses papiers d'identité, jusqu'au printemps 1943 où elle finit par être arrêtée.

### Au service de la Gestapo (1943-1945)
Torturée, espérant protéger sa famille de la déportation, elle accepte de collaborer avec la Gestapo. Son action consiste à repérer des juifs clandestins, à se faire passer pour une résistante prête à les aider et à obtenir des informations sur d'autres caches de clandestins.
Malgré cette collaboration, elle n'atteint pas son but. Ses parents sont déportés vers Theresienstadt, puis transférés à Auschwitz. Son époux et sa belle-famille sont déportés dès 1943 vers le centre d'extermination d'Auschwitz-Birkenau. Elle poursuit pourtant son travail, désignée sous le nom de Greifer, « grappin » par les Juifs de Berlin, qu'elle continue de traquer jusqu'en mars 1945, date du dernier convoi de déportés parti de Berlin.

### Procès et détention (1946-1957)
À l'arrivée des Soviétiques à Berlin en mai 1945, elle entre dans la clandestinité, mais est arrêtée en octobre dans la zone soviétique d'occupation et condamnée par le tribunal de Moabit à dix ans de détention.
Après avoir purgé sa peine, elle gagne Berlin-Ouest en 1957, et y subit un deuxième procès, mais est condamnée de nouveau à dix années de détention, peine couverte par sa détention en zone soviétique.
Les documents présentés lors de ces procès indiquent que les dénonciations de Stella Goldschlag ont fait entre 600 et 3 000 victimes parmi les Juifs.

### Après sa libération (1957-1994)
Par la suite, elle se remarie. Convertie au christianisme. Elle serait même devenue antisémite.

### Mort et funérailles
En 1994, elle se suicide en se défenestrant, à l'âge de 72 ans.

## Stella Goldschlag dans la littérature et les arts
Son histoire a inspiré les romans
- Vera Kaplan de Laurent Sagalovitsch paru en 2016[6]
- Stella (de) de Takis Würger (de), paru en 2019.

Le film Stella, une vie allemande de Kilian Riedhof, sorti en 2024, est librement inspiré de sa vie. Il se réfère explicitement aux documents des procès de 1946 et de 1957.

### Documentaire
- (de) Die Greiferin. Die Geschichte einer jüdischen Gestapo-Agentin, documentaire de Ferdinand Kroh, BRD, 1995, 43 minutes.